# Pawley-Nunatakker
Die Pawley-Nunatakker sind eine Reihe aus vier bis zu 1160 m hohen Nunatakkern nahe der Rymill-Küste des Palmerlands auf der Antarktischen Halbinsel. In den Traverse Mountains ragen sie an der Ostseite des Mount Allan auf.
Das UK Antarctic Place-Names Committee benannte sie 1977 nach Michael Raymond Pawley, Vermessungsassistent des British Antarctic Survey von 1969 bis 1971 und Leiter der Station auf der Stonington-Insel zwischen 1972 und 1973.